# رابرت تیلن
رابرت تیلن (انگلیسی: Robert Thelen; ۲۳ مارس ۱۸۸۴ – ۲۳ فوریهٔ ۱۹۶۸) یک طراح هواپیما و پیشگام هوانوردی و خلبان اهل آلمان بود. وی طراح ارشد آلباتروس فلوکتسایک‌ورک بود و بسیاری از هواگردهای مهم آن را طراحی کرد.